# Rosedale (Mississippi)
Rosedale is een plaats (city) in de Amerikaanse staat Mississippi, en valt bestuurlijk gezien onder Bolivar County.

## Demografie
Bij de volkstelling in 2000 werd het aantal inwoners vastgesteld op 2414.
In 2006 is het aantal inwoners door het United States Census Bureau geschat op 2407, een daling van 7 (-0.3%).

## Geografie
Volgens het United States Census Bureau beslaat de plaats een oppervlakte van
14,3 km², waarvan 14,1 km² land en 0,2 km² water. Rosedale ligt op ongeveer 46 m boven zeeniveau.

## Plaatsen in de nabije omgeving
De onderstaande figuur toont nabijgelegen plaatsen in een straal van 24 km rond Rosedale.

## Geboren in Rosedale
- Redd Holt (1932-2023), jazzdrummer, orkestleider en muziekpedagoog